# Öttums socken
Öttums socken i Västergötland ingick i Skånings härad, ingår sedan 1974 i Vara kommun och motsvarar från 2016 Öttums distrikt.
Socknens areal är 21,05 kvadratkilometer varav 20,99 land. År 2000 fanns här 294 invånare. Kyrkbyn Öttum med sockenkyrkan Öttums kyrka ligger i socknen.

## Administrativ historik
Socknen har medeltida ursprung. 
Vid kommunreformen 1862 övergick socknens ansvar för de kyrkliga frågorna till Öttums församling och för de borgerliga frågorna bildades Öttums landskommun. Landskommunen uppgick 1952 i Kvänums landskommun som 1974 uppgick i Vara kommun. Församlingen uppgick 2002 i Kvänums församling.
1 januari 2016 inrättades distriktet Öttum, med samma omfattning som församlingen hade 1999/2000.  
Socknen har tillhört län, fögderier, tingslag och domsagor enligt vad som beskrivs i artikeln Skånings härad. De indelta soldaterna tillhörde Skaraborgs regemente, Skånings kompani och Västgöta regemente, Livkompaniet.

## Geografi
Öttums socken ligger sydväst om Skara. Socknen är en småkuperad odlad slättbygd med inslag av skog i öster.

## Fornlämningar
Från järnåldern har funnits ett flatmarksgravfält, nu borta, samt finns stensättningar och en domarring.

## Namnet
Namnet skrevs 1540 Öttem och kommer från kyrkbyn. Efterleden är hem, 'boplats; gård'. Förledens tolkning är oviss.

## Befolkningsutveckling
Öttums socken och församling motsvarade fram till 2002 samma område och nuvarande distrikt bygger på samma gränser. Det går därför att följa befolkningsutvecklingen över tid för området i och med församlingens tidigare statistik och distriktets tillkomst. Det finns dock ingen befolkningsstatistik mellan 2002 och 2014 då församlingen uppgick i Kvänums församling år 2002 och distrikten infördes först 2016.
| Befolkningsutvecklingen i Öttums socken 1810–2015 | Befolkningsutvecklingen i Öttums socken 1810–2015 | Befolkningsutvecklingen i Öttums socken 1810–2015 | Befolkningsutvecklingen i Öttums socken 1810–2015 | Befolkningsutvecklingen i Öttums socken 1810–2015 |
| ------------------------------------------------- | ------------------------------------------------- | ------------------------------------------------- | ------------------------------------------------- | ------------------------------------------------- |
|                                                   |                                                   |                                                   |                                                   |                                                   |
| År                                                |                                                   |                                                   | Folkmängd                                         |                                                   |
| 1810                                              | 1810                                              |                                                   | 421                                               |                                                   |
| 1820                                              | 1820                                              |                                                   | 449                                               |                                                   |
| 1830                                              | 1830                                              |                                                   | 526                                               |                                                   |
| 1840                                              | 1840                                              |                                                   | 518                                               |                                                   |
| 1850                                              | 1850                                              |                                                   | 601                                               |                                                   |
| 1860                                              | 1860                                              |                                                   | 639                                               |                                                   |
| 1870                                              | 1870                                              |                                                   | 771                                               |                                                   |
| 1880                                              | 1880                                              |                                                   | 789                                               |                                                   |
| 1890                                              | 1890                                              |                                                   | 683                                               |                                                   |
| 1900                                              | 1900                                              |                                                   | 703                                               |                                                   |
| 1910                                              | 1910                                              |                                                   | 674                                               |                                                   |
| 1920                                              | 1920                                              |                                                   | 618                                               |                                                   |
| 1930                                              | 1930                                              |                                                   | 630                                               |                                                   |
| 1940                                              | 1940                                              |                                                   | 571                                               |                                                   |
| 1950                                              | 1950                                              |                                                   | 578                                               |                                                   |
| 1960                                              | 1960                                              |                                                   | 513                                               |                                                   |
| 1970                                              | 1970                                              |                                                   | 484                                               |                                                   |
| 1980                                              | 1980                                              |                                                   | 414                                               |                                                   |
| 1990                                              | 1990                                              |                                                   | 395                                               |                                                   |
| 2000                                              | 2000                                              |                                                   | 294                                               |                                                   |
| 2015                                              | 2015                                              |                                                   | 261                                               |                                                   |
|                                                   |                                                   |                                                   |                                                   |                                                   |